# استپی کویری
استپی کویری (نام علمی: Stipa parviflora) نام یک گونه از سرده استپی است. سرده استپی در ایران در حدود ۲۰ گونه گیاه گندمی چندساله و یکساله دارد.